# Lee Nan-young
Lee Nan-young (hangeul : 이난영 ; hanja : 李蘭影) est une chanteuse coréenne née 6 juin 1916 à Mokpo et morte le 11 avril 1965 à Séoul. Elle accède à la notoriété en vendant plus de 50 000 exemplaires de son succès « Les larmes de Mokpo »(hangeul : 목포의 눈물 ; MR : mogpo ui nunmul).